# The Act (Fernsehserie)
The Act ist eine US-amerikanische Fernsehserie, die am 20. März 2019 auf dem Video-on-Demand-Sender Hulu ihre Premiere feierte. Die True-Crime-Produktion behandelt die Hintergründe des Mordfalls Dee Dee Blanchard. In Deutschland war die Serie ab dem 14. Juni desselben Jahres bei Starzplay abrufbar.

## Handlung
Die junge Gypsy Blanchard ist auf einen Rollstuhl angewiesen, da sie an einer nicht näher beschriebenen Krankheit leidet. Ihre Beziehung zu ihrer überfürsorglichen Mutter Dee Dee verschlechtert sich, als Gypsy in die Pubertät kommt, da sie langsam unabhängiger werden möchte. Dee Dee missfällt dies sehr, weswegen sie zunehmend herrschsüchtiger und ausfallender wird, vor allem als Gypsy ihre Sexualität erkunden möchte.
Gypsy findet im Laufe der Serie einige verstörende Geheimnisse über ihre Mutter heraus: Sie litt in ihrer Kindheit gar nicht an Leukämie, wie es ihre Mutter behauptet hatte. Auch in der Gegenwart ist sie vollkommen gesund und bräuchte eigentlich weder den Rollstuhl noch das Beatmungsgerät, an dem sie nachts angeschlossen ist, noch eine Magensonde. Es stellt sich auch heraus, dass Dee Dee nicht nur ihre Tochter, sondern auch andere Familienmitglieder, Freunde und Ärzte getäuscht hat. Hierbei wird angedeutet, dass Dee Dee unter dem Münchhausen-Stellvertretersyndrom leidet, einer psychischen Störung, bei der die Betroffenen Krankheiten bei Angehörigen vortäuschen oder verursachen, um sich anschließend fürsorglich und liebevoll um die Opfer kümmern zu können. Die Handlung fokussiert sich danach auf mehrere Ereignisse in Gypsys Alltag, die schließlich zur Ermordung ihrer Mutter durch ihren Freund Nick Godejohn führen.

## Produktion
Am 21. Juli 2017 gab Hulu bekannt, eine Serie über den Mord an Dee Dee Blanchard in Auftrag gegeben zu haben. Diese solle auf einem BuzzFeed-Artikel mit dem Titel Dee Dee Wanted Her Daughter To Be Sick, Gypsy Wanted Her Mom To Be Murdered aus dem Jahr 2016 basieren. Die BuzzFeed-Redakteurin Michelle Dean, die den Artikel verfasst hatte, wurde zudem in den Autorenstab der Serie berufen.
Am 18. Mai 2018 verkündete Hulu, dass die Produktionsphase der Serie begonnen habe. Dean wurde hierbei neben weiteren Personen als Showrunner und Executive Producer benannt. Im September desselben Jahres wurde die Verpflichtung von Patricia Arquette, Joey King, AnnaSophia Robb und Chloë Sevigny bekanntgegeben. Im Oktober 2018 wurde die Rolle des Nick Godejohn mit Calum Worthy besetzt.
Die meisten Szenen wurden in Georgia gedreht, unter anderem in Effingham County, Pembroke und Savannah.

## Besetzung
Die Synchronisation der Serie wurde bei der Berliner Synchron nach einem Dialogbuch und unter der Dialogregie von Mario von Jascheroff erstellt.

### Hauptfiguren
| Rolle                           | Darsteller        | Synchronsprecher          |
| ------------------------------- | ----------------- | ------------------------- |
| Clauddinnea „Dee Dee“ Blanchard | Patricia Arquette | Ulrike Stürzbecher        |
| Gypsy Rose Blanchard            | Joey King         | Anni C. Salander          |
| Lacey                           | AnnaSophia Robb   | Luisa Wietzorek           |
| Mel                             | Chloë Sevigny     | Katrin Zimmermann         |
| Nicholas „Nick“ Godejohn        | Calum Worthy      | Constantin von Jascheroff |

### Nebenfiguren
| Rolle               | Darsteller             | Synchronsprecher     |
| ------------------- | ---------------------- | -------------------- |
| Shelly              | Denitra Isler          | Sabina Trooger       |
| Dr. Evan Harley     | Steve Coulter          | Mario von Jascheroff |
| Officer Cox         | José Alfredo Fernandez |                      |
| Dr. Lakshmi Chandra | Poorna Jagannathan     |                      |
| Russ                | Dean Norris            | Lutz Schnell         |
| Scott               | Joe Tippett            | Tobias Kluckert      |
| Myra                | Brooke Smith           |                      |
| Emma Blanchard      | Margo Martindale       | Luise Lunow          |
| Janet               | Rhea Seehorn           |                      |
| Stephanie Godejohn  | Juliette Lewis         | Daniela Hoffmann     |
| Vance Godejohn      | John Ales              | Sven Brieger         |
| Rippy               | Joe Knezevich          |                      |
| Kate                | Molly Ephraim          |                      |
| Rod Blanchard       | Cliff Chamberlain      |                      |

## Episodenliste
| Nr. | Deutscher Titel             | Originaltitel         | Erstausstrahlung USA | Deutschsprachige Erstveröffentlichung (D) | Regie                      | Drehbuch                                 |
| --- | --------------------------- | --------------------- | -------------------- | ----------------------------------------- | -------------------------- | ---------------------------------------- |
| 1 | Das Haus der schönen Träume | La Maison du Bon Reve | 20. März 2019        | 14. Juni 2019                             | Laure de Clermont-Tonnerre | Nick Antosca & Michelle Dean             |
| Die augenscheinlich sehr freundliche Dee Dee Blanchard und ihre ebenfalls nette Tochter Gypsy ziehen im Jahr 2008 in einem Haus in der Stadt Springfield ein, da ihr altes Zuhause 2005 im Hurrikan Katrina zerstört wurde. Gypsy, die im Rollstuhl sitzt und eine Vielzahl von Erkrankungen hat, fühlt sich einsam. Sie ist erfreut, als ihre ungefähr gleichaltrige Nachbarin Lacey sie besucht, die beiden freunden sich miteinander an. Laceys Mutter Mel beobachtet wenig später, wie Dee Dee mit Gypsys Hilfe in einer Mall eine Halskette stiehlt. Da Mel damit droht, sie anzuzeigen, veranstaltet Dee Dee für alle Nachbarn eine Begrüßungs-Party. Während Dee Dee Mel gerade erklären will, wie schwer es für sie als Alleinerziehende sei, sieht sie, wie Gypsy einen Cupcake isst. Sie fährt mit ihrer Tochter sofort in Krankenhaus, da diese unter einer Zucker-Allergie leide. In der Klinik bekommt Gypsy zufällig mit, dass der behandelnde Arzt ihrer Mutter erläutert, dass sie gegen Zucker gar nicht allergisch sei. Als sie aus dem Krankenhaus wieder zu Hause ankommen, werden sie von Mel erwartet. Sie äußert Verständnis gegenüber Dee Dees vermeintlich schwerem Alltag und versichert ihr, sie nicht anzuzeigen. In der Nacht läuft Gypsy in die Küche (obwohl sie eigentlich im Rollstuhl sitzt) und nimmt sich eine Dose Schlagsahne aus dem Kühlschrank. Sie probiert sie, um zu sehen, ob sie eine Anaphylaxie erleidet, wie ihre Mutter sie gewarnt hatte. Gypsy realisiert, dass Dee Dee sie bezüglich ihrer Zucker-Allergie angelogen hat, als sie zurück in ihr Zimmer gehen will, steht ihre Mutter vor ihr, Gypsy behauptet, sie hätte sich nur etwas zu trinken geholt. Gypsy legt sich ins Bett und wird von Dee Dee an eine Maschine angeschlossen, anschließend singt ihre Mutter ihr ein Schlaflied vor. Danach springt die Handlung ins Jahr 2015. Am 14. Juni wird Dee Dee von der Polizei tot aufgefunden, Gypsy ist spurlos verschwunden. |                             |                       |                      |                                           |                            |                                          |
| 2 | Zähne                       | Teeth                 | 20. März 2019        | 14. Juni 2019                             | Laure de Clermont-Tonnerre | Dan Dietz                                |
| Im Jahr 2009 fängt Gypsy heimlich damit an, nachts zuckerhaltige Lebensmittel zu essen und sich Schmink-Anleitungen anzusehen. Bei einem Zahnarzt-Termin werden Gypsy alle Zähne entfernt, da sie aufgrund der Medikamente, die Gypsy von Dee Dee verabreicht werden, verfault sind. Deshalb will Gypsy nicht zu einer Preisverleihung gehen, auf der sie eine Auszeichnung erhalten soll, für die Dee Dee sie vorgeschlagen hat. Dee Dee gibt ihr eine Totalprothese und zwingt sie, der Verleihung beizuwohnen. In der Zwischenzeit hat Dr. Lakshmi Chandra, eine Ärztin, zu der Gypsy seit Neuestem geht, den Verdacht, dass etwas mit ihrer Kranken-Akte nicht stimmt. Sie kontaktiert Kollegen in anderen Krankenhäusern und meldet Gypsy Fall anschließend dem CPS, also dem Jugendamt. Dee Dee gerät deswegen in Panik und gibt Gypsy Schlaftabletten, weswegen diese beim Besuch des Jugendamt-Mitarbeiters unter Verwirrung und Schwindel leidet. Dee Dee konfrontiert Mel, da sie denkt, dass diese sie beim Jugendamt gemeldet hat. Mel bestreitet Dee Dees Verdacht und tröstet Dee Dee, indem sie ihr sagt, dass sie eine gute Mutter sei. In der Gegenwart, also im Jahr 2015, gibt Lacey gegenüber Mel und der Polizei zu, dass Gypsy einen heimlichen Facebook-Account geführt hat, mit dem sie in Kontakt zu jungen Männern trat. Deswegen kommt die Polizei zu dem Schluss, dass Gypsy einen Freund hatte, der etwas mit ihrem Verschwinden und dem Mord an Dee Dee zu tun hat. |                             |                       |                      |                                           |                            |                                          |
| 3 | Zwei Wolverines             | Two Wolverines        | 27. März 2019        | 14. Juni 2019                             | Adam Arkin                 | Robin Veith                              |
| 2011 gehen Dee Dee und Gypsy zu einer Kostüm-Veranstaltung. Sie treffen auf die Männer Scott und Russ, die beide als Wolverine verkleidet sind. Russ ist von Dee Dee angetan, was nicht auf Gegenseitigkeit beruht, während Gypsy etwas für Scott empfindet. Er gibt ihr seine Telefonnummer, was sie dazu veranlasst, am nächsten Tag Geld zu stehlen und damit ein Mobiltelefon zu kaufen. Sie tauscht sich mit Scott per SMS aus und legt heimlich einen Facebook-Account an. Als sie zufällig ihre Geburtsurkunde findet, realisiert sie, dass ihre Mutter sie auch bezüglich ihres Alters angelogen hat: Dee Dee behauptet, dass Gypsy im Jahr 1995 geboren und somit 15 Jahre alt sei, auf der Urkunde ist aber 1991 als Geburtsjahr vermerkt. Als Scott ihr schreibt, aufgrund eines Unfalls im Krankenhaus zu liegen, hinterlässt Gypsy für ihre Mutter einen Zettel, sie gehe los, um ihren Traumprinz zu heiraten, den Zettel unterschreibt sie mit Deine 19-jährige Tochter. Anschließend geht sie zu Scott ins Krankenhaus, wo sie eine rote Perücke trägt, die Scott ihr als Anspielung auf Jean Grey geschenkt hatte. Gypsy und Scott gehen zu ihm nach Hause, wo Dee Dee wenig später ebenfalls auftaucht. Sie sagt Scott, dass Gypsy 14 Jahre alt sei, und zwingt sie, mit ihr mitzukommen. In Springfield fordert Dee Dee ihre Tochter mit finsterem Gesicht auf, in ihrem Rollstuhl aus dem Van auszusteigen, Gypsy fügt sich ängstlich. |                             |                       |                      |                                           |                            |                                          |
| 4 | Bleib im Haus               | Stay Inside           | 3. Apr. 2019         | 14. Juni 2019                             | Christina Choe             | Michelle Dean                            |
| Im Jahr 2013 beobachtet Gypsy einen männlichen Nachbarn beim Rasenmähen, weswegen sie das erste Mal in ihrem Leben sexuelle Erregung empfindet. Als Lacey ihr von ihrem neuen Freund erzählt, sagt Gypsy, dass sie auch gerne einmal eine Verabredung hätte. Deswegen kauft sie heimlich einen Laptop und erstellt mit Hilfe von Lacey ein Profil auf einer christlichen Singlebörse, wo sie Bekanntschaft mit Nick Godejohn macht, der behauptet, eine „dunkle Seite“ zu haben. Derweil will Dee Dee Vormundschaft für Gypsy beantragen, dem muss ihre Tochter aber zustimmen, da sich diese im Vollbesitz ihrer geistigen Kräfte befindet. Nachdem Dee Dee bei einem Arztbesuch erfährt, dass sie Diabetes hat, bringt sie Gypsy dazu, die benötigten Papiere für die Vormundschaft zu unterschreiben. Sie verspricht ihrer Tochter, sie vor all den Lügen der vergangenen Jahre zu beschützen und sie vor dem Gefängnis zu bewahren, da sie mit ihren 18 Jahren für von Dee Dee in der Vergangenheit begangenen Straftaten belangt werden könne. Im Laufe der folgenden Wochen kommen sich Gypsy und Nick (wenn auch nur online) näher, an einem Tag führt er sie in seine BDSM-Leidenschaft ein. Am darauffolgenden Morgen schläft Gypsy vor ihrem Laptop ein, als ihre Mutter das Zimmer betritt und das Gerät sieht. Sie zerstört den Laptop mit einem Hammer, Gypsy entgegnet spöttisch, dass sie sich einfach einen neuen kaufen wird. Dee Dee fesselt ihre Tochter an die Bettpfosten in deren Zimmer, Gypsy spuckt ihrer Mutter ins Gesicht, befreit sich und hat die Möglichkeit zu fliehen. Sie kommt aber zurück und kümmert sich um die Diabetes-kranke Dee Dee, die Gypsy als „ihren Engel“ bezeichnet. In derselben Nacht schreibt Gypsy Nick eine SMS und schildert, was mit dem Laptop passiert ist. Nick sagt ihr, dass er sie vor jedem beschützen werde, Gypsy fragt ihn, ob er dies ernst meine und befriedigt sich anschließend auf dem Boden ihres Zimmers. |                             |                       |                      |                                           |                            |                                          |
| 5 | Plan B                      | Plan B                | 10. Apr. 2019        | 14. Juni 2019                             | Steven Piet                | Nick Antosca & Lisa Long                 |
| 2015 wollen sich Nick und Gypsy das erste Mal in der Realität treffen. Nick will dabei auch Dee Dee kennen lernen, damit sie seiner Beziehung zu ihrer Tochter zustimmen kann. Am nächsten Tag gehen Dee Dee und Gypsy ins Kino und sehen sich Cinderella an. Nick folgt ihnen heimlich in den Kino-Saal, Dee Dee fühlt sich aber in seiner Anwesenheit äußerst unwohl. Gypsy geht auf die Toilette und verliert dort mit Nick ihre Jungfräulichkeit, was aber bei Weitem nicht so schön ist, wie sie es sich vorgestellt hatte. Als Dee Dee und Gypsy wieder zu Hause sind, ruft Nick an. Dee Dee hebt ab, Nick sagt ihr, dass er Gypsy schon seit zwei Jahren liebt. Daraufhin fesselt Dee Dee ihre Tochter erneut ans Bett. Später schreibt Gypsy Nick eine SMS und sagt ihm, dass er ihr helfen solle, ihre Mutter zu töten, da sie dies allein nicht schaffen würde. Nick stimmt zu und macht sich am nächsten Tag erneut auf den Weg nach Springfield. Gypsy kauft ein Jagdmesser und packt gerade, als sie eine SMS von Nick erhält, der in der Stadt angekommen ist. |                             |                       |                      |                                           |                            |                                          |
| 6 | Eine ganz neue Welt         | A Whole New World     | 17. Apr. 2019        | 14. Juni 2019                             | Laure de Clermont-Tonnerre | Heather Marion                           |
| Während Gypsy und Nick nach dem Mord an Dee Dee auf der Flucht sind, wird Dee Dees Vergangenheit näher beleuchtet: Ihre eigene Mutter Emma ist herrisch und behandelt sie schlecht, nach Gypsy Geburt streiten sich die beiden aufgrund ihrer verschiedenen Vorstellungen von Kindeserziehung. Als Gypsy zwei Jahre alt ist, wird Dee Dee verhaftet, da sie Schecks gefälscht hat. Sie muss für sechzig Tage ins Gefängnis, in dieser Zeit kümmert sich Emma sehr liebevoll um ihre Enkelin. Nach ihrer Haftentlassung verabreicht Dee Dee ihrer Tochter ein Mittel gegen Husten und behauptet, dass Gypsy unter Fieber leide, was Emma verneint. In der Gegenwart ist Gypsy enttäuscht, da Nick nur eine Rückfahrkarte gekauft hat. Deswegen müssen die beiden zwei Tage warten, bis sie weiterreisen können. Anschließend wird wieder Dee Dees Vergangenheit behandelt: Als Gypsy sechs Jahre alt ist, wird Emma krank. Allerdings vernachlässigt Dee Dee ihre Mutter so lange, bis sie schließlich stirbt. Nach ihrem Tod stellt Dee Dee fest, dass Emma die Briefe, die Dee Dee während ihrer Haft für Gypsy geschrieben hatte, nie an ihre Enkelin überreicht hat. Kurz darauf fällt Gypsy von einem Trampolin. Dee Dee bringt sie ins Krankenhaus, Gypsy ist aber nur sehr oberflächlich verletzt. Nach dem kurzen Krankenhausaufenthalt bringt Dee Dee ihre Tochter dazu, von nun an einen Rollstuhl zu benutzen. Wieder in der Gegenwart fahren Gypsy und Nick in seinen Heimatstaat Wisconsin. |                             |                       |                      |                                           |                            |                                          |
| 7 | Bonnie und Clyde            | Bonnie & Clyde        | 24. Apr. 2019        | 14. Juni 2019                             | Hannah Fidell              | Dan Dietz & Robin Veith                  |
| Gypsy freut sich auf ihren Neuanfang mit Nick, allerdings ist ihr Alltag nicht so rosig, wie sie gehofft hat, zudem hat sie stets Angst, dass ihr Verbrechen aufgedeckt wird. Bei Nick zu Hause stellt Gypsy fest, dass sich Nicks Eltern Stephanie und Vance nicht sehr gut um ihn kümmern und er ihnen gleichgültig ist. Gypsy und Nick gehen einkaufen, haben aber kein Geld. Deswegen täuscht sie eine Knöchelverletzung vor, kommt so an einen E-Roller und stiehlt eine Tüte Kartoffelpüree, während er einen Angestellten ablenkt. Später hat Gypsy bei Nick Schuldgefühle. Da über Dee Dees Tod noch nichts berichtet wurde, werden Gypsy und Nick selbstsicher und veröffentlichen über ihre Tat verstörende Facebook-Posts. Als Lacey diese sieht, alarmiert ihre Mutter die Polizei. Diese findet heraus, von wo aus die Nachrichten gepostet wurden und stürmt in der Nacht Nicks Haus. Die beiden werden verhaftet und getrennt verhört. Nick gesteht seine Tat und gibt als Motiv an, Gypsy zu lieben. Er ist bereits vorbestraft, da er sich 2013 in einer McDonald’s-Filiale Pornos angesehen und dazu befriedigt hat. Gypsy behauptet, von Nicks Absichten nichts gewusst zu haben. Als Lacey und Mel die beiden in den Nachrichten sehen, reagiert letztere aufgebracht, da Gypsy laufen kann und sie die ganzen Jahre über angelogen wurden. Als der Prozess gegen Gypsy beginnt, bricht sie in Tränen aus, da ihr bei einer Verurteilung eine lebenslange Haftstrafe oder gar die Todesstrafe droht. |                             |                       |                      |                                           |                            |                                          |
| 8 | Frei                        | Free                  | 1. Mai 2019          | 14. Juni 2019                             | Steven Piet                | Nick Antosca & Michelle Dean & Lisa Long |
| Die Folge beginnt mit einer Rückblende in Gypsys Kindheit: Gypsy hat Angst vor Spanischem Moos, das vor ihrem Fenster wächst, da sie es für ein Gespenst hält. Dee Dee rät ihr, sich die Sterne anzusehen, da diese in Wahrheit Engel seien, die auf Gypsy aufpassen. In der Gegenwart versucht Gypsy, sich für ihre Taten vor Gericht zu rechtfertigen, während Lacey und Mel zu der Einsicht kommen, dass im Haus der Blanchards nicht alles so war, wie es den Anschein hatte. Gypsys Anwältin Kate sagt ihr, dass sie hingerichtet wird, wenn sie ihre Unschuld nicht beweisen kann, und fordert sie auf, alle medizinischen Unterlagen seit ihrer Geburt zu besorgen. Während ihrer Haft nimmt Gypsy zu und geht deswegen zur Gefängnisärztin. Diese entfernt die Magensonde, die Gypsy seit ihrer Kindheit benutzt hatte, und sagt ihr, dass sie eine der gesündesten Inhaftierten sei. Nick erzählt Gypsy, dass Bonnie und Clyde zusammen starben, was Gypsy verärgert. Später ruft Gypsy Lacey an und bittet sie um Hilfe, Lacey sagt zunächst zu, redet danach aber wirre Sachen, weswegen Gypsy realisiert, dass sie ihr keine große Hilfe ist. Deswegen ruft Gypsy ihren Vater Rod an und bittet ihn, ihre medizinischen Unterlagen mitzubringen. Rod kommt ihm Gefängnis an, Gypsy wirft ihm vor, dass er sie niemals geliebt habe und nicht in seinem Leben haben wollte. Daraufhin zeigt er ihr Bilder aus ihrer frühen Kindheit, wie die beiden glücklich zusammen spielen. Kate stellt einen Antrag, dass Gypsy und Nick voneinander getrennt der Prozess gemacht wird, da beide verschiedene Motive hatten. Dem wird stattgegeben, worauf Nick bestürzt reagiert, da er die Tat nur begangen habe, um mit Gypsy zusammen zu sein. Gypsy erhält bald darauf Besuch von Mel, die ihr sagt, dass sie und Lacey mit ihr nichts mehr zu tun haben wollen. In einer weiteren Rückblende wird die Mordnacht geschildert: Gypsy schließt sich im Bad ein, während Nick die schlafende Dee Dee in ihrem Zimmer mit mehreren Stichen in den Rücken ermordet. Danach haben die beiden Sex und verlassen anschließend das Haus, da Gypsy nicht die Leiche ihrer Mutter sehen will. In der letzten Einstellung der Serie halluziniert Gypsy ihre Mutter in ihrer Zelle und legt ihren Kopf auf Dee Dees Schulter. Im Abspann wird erklärt, dass Gypsy eine zehnjährige Haftstrafe absitzt und nach ihrer Entlassung eine Familie gründen will, während Nick zu einer lebenslangen Freiheitsstrafe ohne Aussicht auf Bewährung verurteilt wurde. |                             |                       |                      |                                           |                            |                                          |

## Rezeption
Die Serie erreichte in der Internet Movie Database eine Bewertung von 8,1 aus zehn Sternen basierend auf 10.113 Bewertungen. Auf Rotten Tomatoes erhielt die erste Staffel eine Kritikerbewertung von 89 Prozent sowie eine Zuschauerwertung von 92 Prozent. Bei Metacritic ergab sich ein Wert von 74 aus 100 für die erste Staffel.

„Ein größtenteils stringentes Drehbuch, hervorragende Maskenbildner und überzeugendes Schauspiel - Patricia Arquette und Joey King lassen sich hier nichts zu Schulden kommen und laufen teilweise zu Höchstform auf - können leider zu keiner Zeit von den beiden zutiefst unsympathischen Protagonisten und auf Gypsy direkt bezogen auch deren nervigen Eigenarten ablenken. (...)
Es macht keinen Spaß, The Act zu schauen, aber das soll es wahrscheinlich auch nicht. Die Serie wurde offensichtlich mit dem Gedanken konzipiert, beim Zuschauer einen unbehaglichen Dauerzustand zu erschaffen und das schafft sie durchaus überzeugend. Letztendlich handelt es sich bei den acht Folgen um eine über Jahre stattfindende Darstellung von Kindesmissbrauch. Die Frage ist, ob ein solch verstörender Fall in einer teils durchaus in die Länge gezogenen seriellen Erzählung oder nicht besser, wie so viele andere True-Crime Formate auch, in einem dokumentarisch-komprimierten Umfeld aufgehoben ist.“

Kristy Blanchard, die Stiefmutter der realen Gypsy Blanchard, äußerte in einem Interview mit der Zeitschrift Marie Claire im April 2019 ihr Unverständnis über die Darstellung der Figur Lacey. Diese ist an Aleah Woodmansee angelehnt, einer damaligen Nachbarin von Gypsy Blanchard. Laut Kristy Blanchard sei eine Szene in der zweiten Folge, in der Gypsy von Lacey verbotenerweise eine Zigarette erhält, vollkommenen falsch, da dies niemals stattgefunden hätte, weil Aleah Woodmansee das „genaue Gegenteil“ hiervon sei. Aufgrund der Serie würde man Woodmansee, die immer noch in der damaligen Nachbarschaft wohne, in Zukunft wahrscheinlich anders betrachten, weswegen diese Angst um ihre Arbeitsstelle und ihren Ruf hätte. Zudem spräche der reale Rod Blanchard nicht mit einem Südstaaten-Akzent.
Gypsy Blanchard selbst kündigte am 4. April 2019 an, Michelle Dean und das Produktionsteam zu verklagen. Zwar hätte sie sich die Serie im Gefängnis nicht ansehen können, es sei aber „unfair und unprofessionell“, dass die Produzenten und Dean ihren Namen und ihre Geschichte ohne ihr Einverständnis verwendet hätten. Kristy Blanchard und Francesca Marcelli, eine Autorin und Freundin der Blanchards, gaben daraufhin bekannt, rechtliche Schritte zu erwägen, um Hulu per Gerichtsbeschluss dazu zu bringen, die Serie entweder abzusetzen oder die Geschehnisse richtig darzustellen. Zudem behauptete Kristy Blanchard, dass Dean ihr telefonisch versprochen habe, Gypsy Blanchard zu 50 Prozent an den Einnahmen der Serie zu beteiligen, dieses Versprechen aber gebrochen habe.

## Auszeichnungen
Primetime-Emmy-Verleihung 2019
- Auszeichnung: Beste Nebendarstellerin in einer Miniserie oder einem Fernsehfilm, für Patricia Arquette
- Nominierung: Beste Hauptdarstellerin in einer Miniserie oder einem Fernsehfilm, für Joey King

Golden Globe Awards 2020
- Auszeichnung: Beste Nebendarstellerin in einer Fernsehserie, Miniserie oder einem Fernsehfilm, für Patricia Arquette
- Nominierung: Beste Hauptdarstellerin in einer Miniserie oder einem Fernsehfilm, für Joey King

Critics’ Choice Television Awards 2020
- Nominierung: Beste Hauptdarstellerin in einer Miniserie oder einem Fernsehfilm, für Joey King
- Nominierung: Beste Nebendarstellerin in einer Miniserie oder einem Fernsehfilm, für Patricia Arquette

Satellite Awards 2019
- Nominierung: Beste Miniserie
- Nominierung: Beste Hauptdarstellerin in einer Miniserie oder einem Fernsehfilm, für Joey King
- Nominierung: Beste Nebendarstellerin in einer Fernsehserie, Miniserie oder einem Fernsehfilm, für Patricia Arquette

Screen Actors Guild Awards 2020
- Nominierung: Beste Darstellerin in einem Fernsehfilm oder Miniserie, für Patricia Arquette
- Nominierung: Beste Darstellerin in einem Fernsehfilm oder Miniserie, für Joey King